# Rollsplitt

Zeichen 101-52: Splitt, Schotter (Deutschland)

Als Rollsplitt bezeichnet man Splitt, der nicht in der Fahrbahnunterlage gebunden ist, sondern auf dieser liegt. In Österreich wird Rollsplitt auch als Rusel bezeichnet.

## Entstehung von Rollsplitt
Splitte kommen bei der Herstellung von Asphaltflächen und bei Straßenerhaltungsmaßnahmen zum Einsatz. Sie sollen eine ausreichende Griffigkeit der Fahrbahnfläche gewährleisten.  

### Überdosierung des Splittes
Frische Asphaltflächen werden abhängig von der Asphaltsorte mit Splitten abgestreut, die dann in die noch heiße Unterlage eingedrückt werden. Das Einzelkorn des Splittes wird hierbei vom verarbeiteten Bitumen gebunden. Aufgrund mangelnden Haftvermögens der Unterlage bleiben nicht alle Einzelkörner haften. Dieser überschüssige Splitt wird Rollsplitt genannt.
Bei Straßenerhaltungsmaßnahmen wird gezielt Edelsplitt eingesetzt. Je nach Art der Maßnahme unterscheidet sich der Prozess der Rollsplittentstehung. Bei der Herstellung von Oberflächenbehandlungen (Anspritzen von Bindemittel und Abstreuen mit Edelsplitten) wird mit einem Überschuss an Splitten gearbeitet. Hierbei sind zwei Entstehungsphasen vorhanden. Die erste Phase beginnt mit der Aufbringung des überschüssigen Splittes. Bei der zweiten Phase löst sich nicht vollständig gebundener Splitt von der Unterlage durch mechanische Beanspruchung. 
Bei der Herstellung von Dünnen Schichten im Kalteinbau wird ein Gemisch von Bitumenemulsion und Edelsplitten aufgebracht. An der Oberfläche der fertiggestellten neuen Fahrbahnoberfläche brechen einzelne Splittkörner wegen zu geringer Kontaktfläche aus. Dieser ist Rollsplitt.

### Sonderfall
Das Aufbringen von Splitt kann eine Maßnahme zur Instandhaltung von Straßen darstellen: Durch die Befahrung von Fahrzeugen mit Gummibereifung wird die Unterlage gewalkt. Durch diese mechanische Beanspruchung wird der gröbere Gesteinskornanteil nach unten gedrückt und wandert im Gegenstrom der Bindemittelanteil samt feinem Kornananteil an die Oberfläche. Dadurch entsteht eine glatte Oberfläche mit geringerer Griffigkeit. Dieser Effekt tritt eher nur bei sehr weichem Bitumen oder bei der Verwendung von Steinkohlenteerpechen auf und ist entsprechend der geringen Verwendung selten. Da der Splitt fast vollständig in die weiche Unterlage eingedrückt wird, bleibt nur wenig als Rollsplitt ungebunden übrig.

## Rechtliches
Die Verwendung von Rollsplitt stellt keine Gefährdung des Straßenverkehrs im juristischen Sinne dar, wenn Warnschilder aufgestellt werden und deshalb jeder Verkehrsteilnehmer rechtzeitig seine Geschwindigkeit den Gegebenheiten anpassen kann und muss. 
Weiterhin ist Splitt ein Teil der Fahrbahn. Somit sind davon resultierende Schäden eine allgemeine Folge der Straßenbenutzung. Wenn also ein vorausfahrendes Auto einen Stein von der Straße auf die Windschutzscheibe des folgenden Fahrzeugs schleudert und ein Schaden entsteht, kann der Fahrer des vorausfahrende Fahrzeugs i. d. R. nicht haftbar gemacht werden.